# Poker d'âmes
Poker d'âmes (titre original : Last Call) est un roman fantastique écrit par Tim Powers et publié en 1992. Il a obtenu le prix Locus du meilleur roman de fantasy 1993 ainsi que le prix World Fantasy du meilleur roman 1993.

## Résumé
À Las  Vegas, au milieu du désert et des casinos, un microcosme secret manipule la cartomancie et la magie du Chaos. On peut tout acheter avec les cartes : argent, pouvoir, savoir, santé, immortalité. Mais les rituels sont difficiles, la compétition impitoyable, et le prix souvent énorme : folie, difformité, mort, errance en tant que fantôme.
Scott Crane, ancien joueur de poker professionnel, apprend brutalement qu'il est le fils perdu du plus puissant des Rois en titre : à la Pâques suivante, il s'emparera du corps de Scott pour vivre vingt ans de plus. Sa sœur adoptive, Diana, est aussi en danger avec ses deux fils, car elle est l'héritière d'une ancienne "déesse", une magicienne qui maîtrisait l'arcane de la Lune.
Scott, Diana, leur père adoptif Ozzie, et Archimedes Mavranos — un voisin et ami qui cherche un remède à son cancer — plongent dans la face noire de Las Vegas pour s'éviter un terrible destin.

## Éditions
- Last Call, William Morrow and Company (en), 1er avril 1992, 479 p.  (ISBN 0-688-10732-X)
- Poker d'âmes, J'ai lu, coll. « Science-fiction » no 3602, 14 septembre 1993, trad. Jean-Baptiste Grasset et Isabelle Stoianov, 674 p.  (ISBN 2-277-23602-0)